# Beso de novia

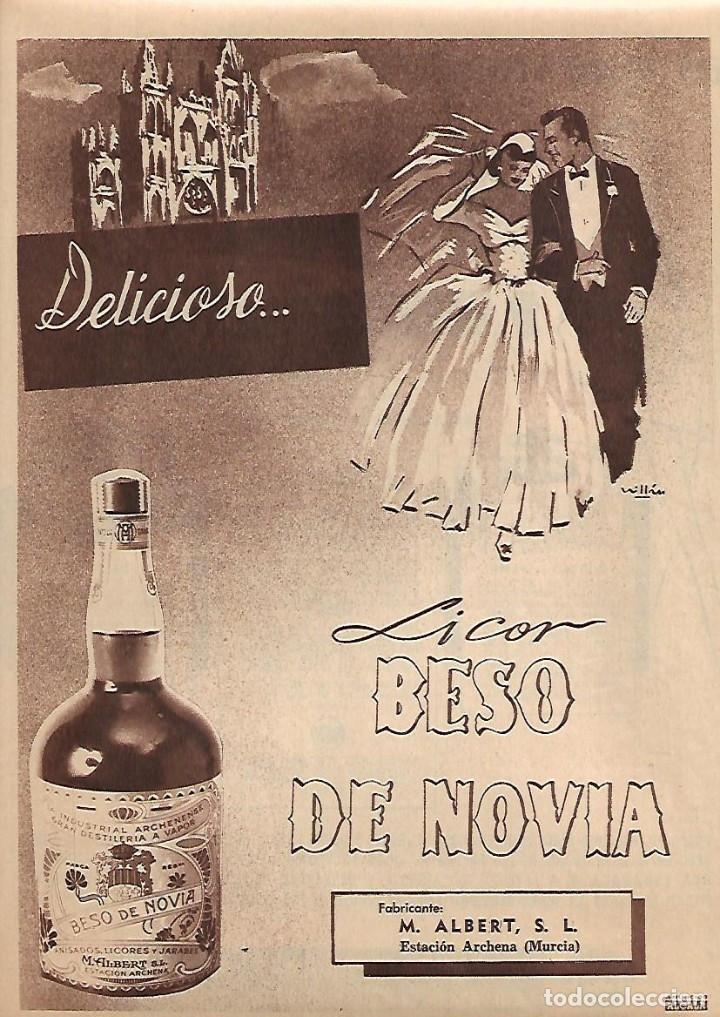
Anuncio Licor Beso de Novia

Beso de Novia es el nombre de un licor que tiene un 20% de contenido alcohólico, de color castaño y sabor dulce, originario de España. 

## Historia
El origen de este licor se remonta a la España del siglo XIX, donde el romanticismo embotellado de las bebidas alcohólicas era un signo distintivo del gremio de fabricantes de licores de aquella época, que utilizaba los nombres más variopintos para etiquetar su elixir, como "Perfecto amor" "Cualquier cosa" y “Beso de Novia”, este último se asoció a cualquier celebración de boda para desear a los novios prosperidad en su matrimonio. Así, si la boda era de postín, después de las tortadas y demás dulces, los invitados deleitaban este licor a cuenta de los recién casados, pero si la boda era modesta no faltaba quien regalara a los contrayentes una botella, regalo que guardaban con cariño.
En los años 50 del siglo XX este licor se consumía en banquetes de todo tipo así como en época navideña formando ya parte de nuestra cultura, deja constancia de ese tiempo el profesor chileno en su libro “Andanzas por la Vieja España”. Hoy día está considerado uno de los licores típicos de España.
Aunque Beso de novia desapareció en los años 70 fue rescatada en el año 2010 por Destilerías Belmonte, destilería centenaria. 

## Composición

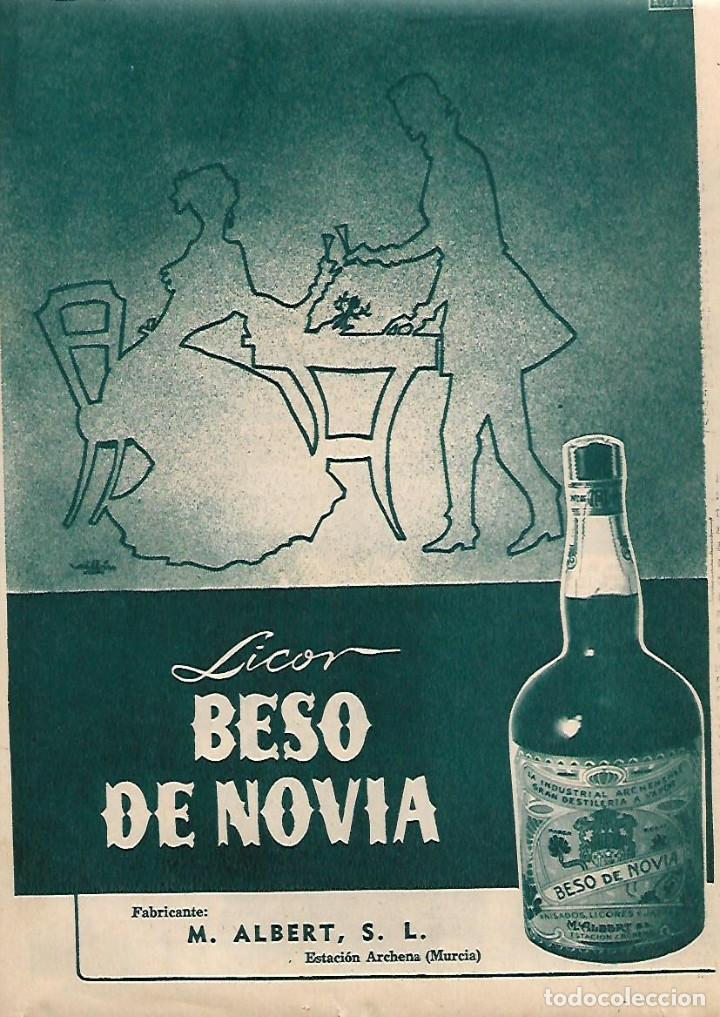
Publicidad antigua

La receta es uno de los grandes misterios del mundo de los licores pues no existe, es posiblemente el único licor del mundo que no tiene receta escrita en los recetarios de la época, aunque lo elaboraban todos los fabricantes en España, cada uno tenía la suya propia.  

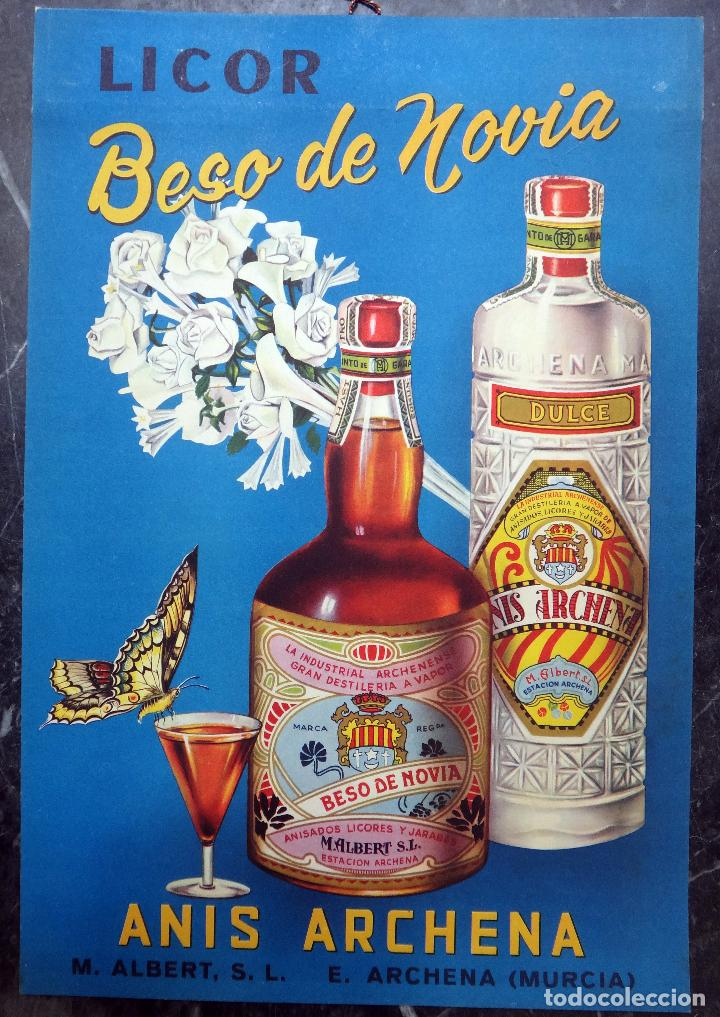
Publicidad a color

Puede consumirse solo o con hielo.